# Eugene Fukui
Eugene Fukui (japanisch 福井 悠人 Fukui Eugene; * 12. Juli 2003 in der Präfektur Osaka) ist ein japanischer Fußballspieler.

## Karriere
Eugene Fukui erlernte das Fußballspielen in den Jugendmannschaften des Daisen FC und dem Urban Pegasus FC sowie in den Schulmannschaften der Kenmei Gakuin Junior High School und der Aioi Gakuin High School. Vom 15. Juni 2021 bis Saisonende wurde er von der High School an Kamatamare Sanuki ausgeliehen. Der Verein aus Takamatsu, einer Stadt in der Präfektur Kagawa, spielt in der dritten japanischen Liga. Sein Drittligadebüt gab Eugene Fukui am 10. Juli 2021 (15. Spieltag) im Auswärtsspiel gegen Vanraure Hachinohe. Hier wurde er in der 90. Minute für Kentarō Shigematsu eingewechselt. Das Spiel endete 1:1. 2021 absolvierte der Jugendspieler sieben Drittligaspiele. Nach der Ausleihe wurde er von Sanuki am 1. Februar 2022 fest unter Vertrag genommen.